# 泰晤士河口

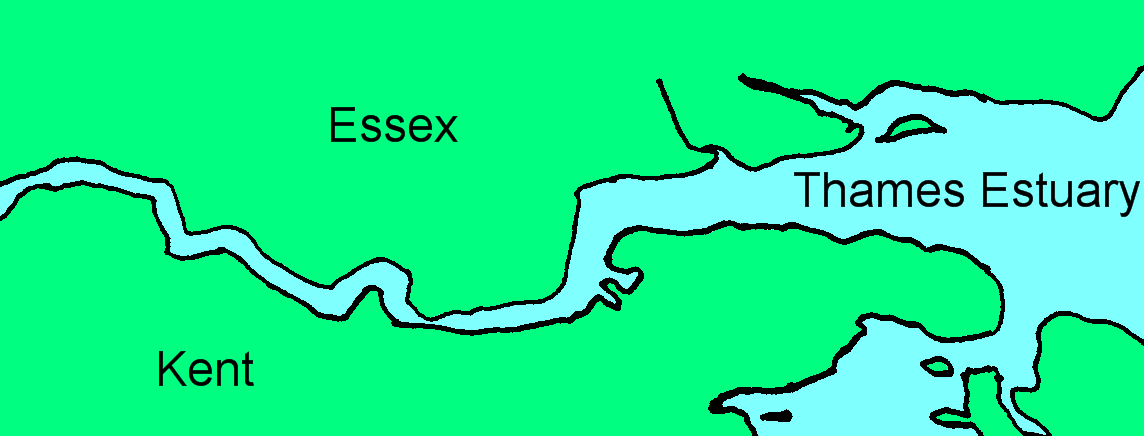
泰晤士河口

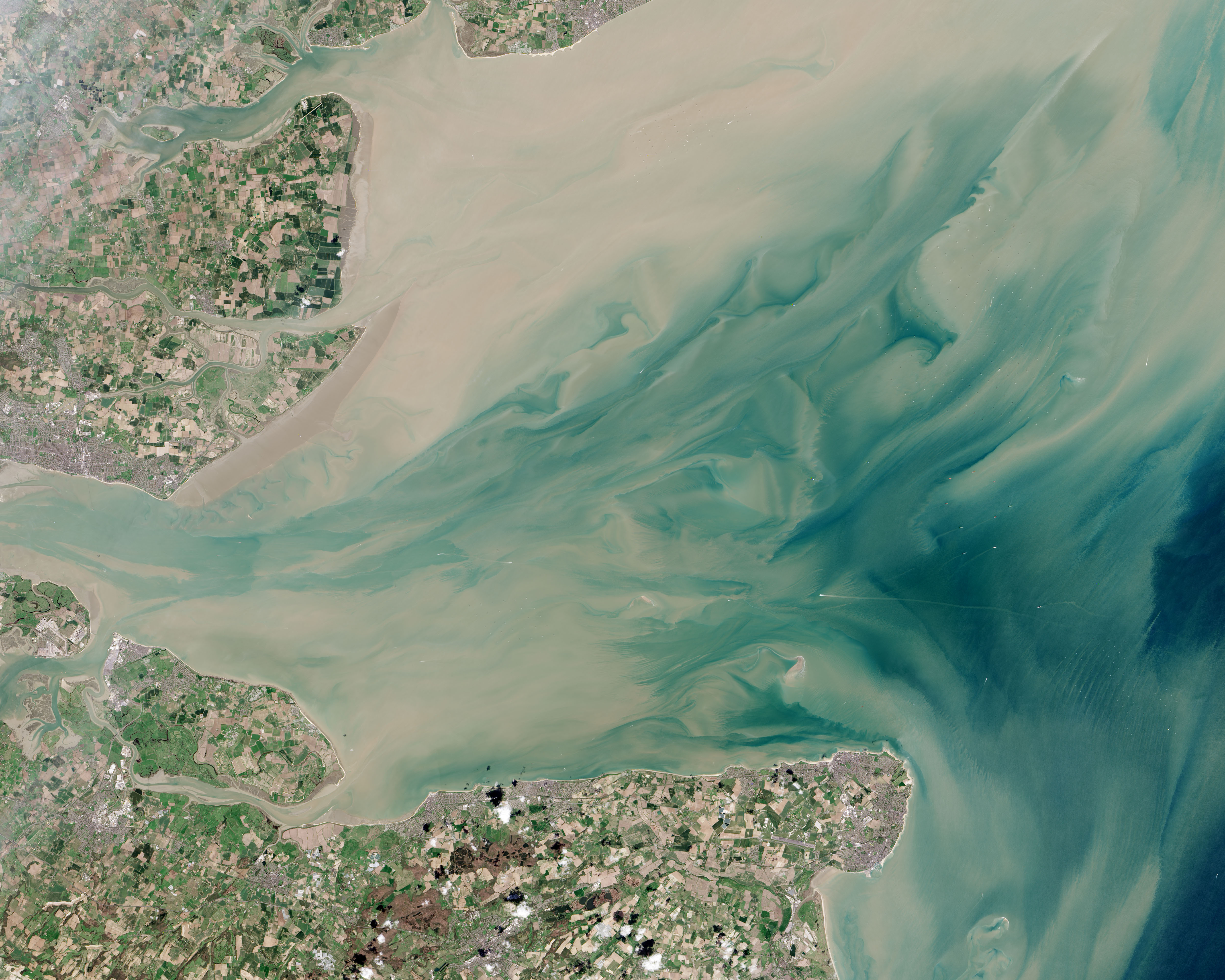
泰晤士河口卫星图，由實用陸地成像儀拍摄

51°30′N 0°35′E / 51.500°N 0.583°E
泰晤士河口（英語：Thames Estuary）是泰晤士河注入北海的河口灣。
在大不列顛島的170個出海口中，泰晤士河是其中最大的幾個出海口之一，是班輪航線的停靠港之一，每年有上千艘船隻，包括大型油輪、貨櫃船、散货船及滾裝船進入泰晤士河口，要到倫敦港、施爾尼斯的梅德韋港、查塔姆及泰晤士。
傳統的泰晤士航行駁船曾在此處航行，駁船經過設計，適合淺水區域的小港口。目前泰晤士河口已有一座發電量大的風力發電廠，位在荷尼灣北方8.5公里。風力發電廠中有三十座風力發電機，總發電量有82.4MW，發電量更大的，有1GW的倫敦陣列也已經在規劃中。